# Љабинот Халити
Љабинот Халити (алб. Labinot Haliti; Приштина, 26. октобар 1985) аустралијски је бивши професионални фудбалер који је играо на позицији полушпица и бочног везног играча.

## Биографија
Рођен у Приштини, 1999. године напустио је домовину заједно са својом породицом и преселио се у Сиднеј.